# Leonardo Bravo
Leonardo Bravo är en kommun i Mexiko.   Den ligger i delstaten Guerrero, i den södra delen av landet, 210 km söder om huvudstaden Mexico City. Antalet invånare är 24 720. Arean är 852 kvadratkilometer.
Terrängen i Leonardo Bravo är huvudsakligen mycket bergig.
Följande samhällen finns i Leonardo Bravo:
- Chichihualco
- Puerto General Nicolás Bravo
- Tepozonalco
- El Balzamar
- Los Morros
- Polixtepec
- Agua de Panteón de Corralitos
- Puentecillas
- Las Joyitas
- La Nueva Soledad
- La Felicidad de García Suazo